# Иевлев, Василий Трофимович
Васи́лий Трофи́мович И́евлев (?—?) — русский переводчик.
Из старинного дворянского рода Иевлевых.
В 1770—1780-х годы — капитан артиллерии. Возможно, что именно его имел в виду М. Гарновский, упоминая о ссоре «на аглинском бале» в Петербурге 9 декабря 1787 года между «гвардии офицером Иевлевым» и князем Павлом Михайловичем Дашковым, намерению которых «разведаться на поединке» помешало лишь вмешательство Екатерины II.
Переводчик трагедий Вольтера «Брут» и «Смерть Цесарева». Обращает на себя внимание выбор двух этих антитиранических произведений, что позволяет предположить в нём личность вольномыслящую. Точность и выразительность переводов свидетельствует о образованности и одарённости переводчика.
Переводы Иевлева привлекли к себе внимание Н. И. Новико́ва, который издал «Брута» (М., 1783) и переиздал «Смерть Цесареву» (М., 1787; 1-е изд. — 1777, в типографии Морского кадетского корпуса). Московский главнокомандующий князь А. А. Прозоровский назвал сделанный Иевлевым перевод «Смерти Цесаревой» книгой, которая «весьма недостойна существовать», после чего она была запрещена.
На русской сцене трагедии в переводе В. Иевлева никогда не ставились.